# Taito Corporation
Taito Corporation  (яп. 株式会社タイトー кабусикигайся тайто:) — японская компания, разработчик компьютерных игр и аркадных игровых автоматов. Компания также занимается распространением американских игр для игровых автоматов в Японии и распространением своих игр во всём мире. У компании есть отделения в Южной Корее, Италии и Китае. Ранее компания также имела отделения в Северной Америке и Бразилии. В 2005 году компания была приобретена Square Enix.

## История
Компания была основана в 1953 году бизнесменом Майклом Коганом под названием Taito Trading Company (яп. 株式会社太東貿易 кабусикигайся тайто: бо:эки). Первоначально компания занималась импортированием различных товаров и была первым в Японии производителем и продавцом водки, а также выпускала и продавала небольшие торговые автоматы. Уже спустя год в деятельность компании входил прокат музыкальных автоматов, а впоследствии и их производство.
В 1960-х годах компания также занималась производством механических игровых автоматов и пинболов. В 1973 году она выпустила свои первые аркадные видеоигры в виде игровых автоматов, построенных на дискретной логике. В том же году компания была переименована в Taito Corporation. В 1978 году Тосихиро Нисикадо, дизайнер Taito, создал игру Space Invaders, которая стала самой популярной игрой компании и одной из наиболее важных игр в истории отрасли. В США игра была издана компанией Midway. На создание игры оказала влияние более ранняя электромеханическая игра Space Monsters, выпущенная Taito в 1972 году.
Большой успех Space Invaders сподвиг Taito на открытие в 1979 году в США своего отделения, получившего название Taito America Corporation. Оно было расположено в Уиллинге, Иллинойс, и занималось распространением аркадных автоматов на территории Северной Америки. В основном это были игры, разработанные самой Taito, но отделение также занималось распространением игр, лицензированных у других компаний, либо разработанных в США для Taito.
В 1988 году в Северном Ванкувере, Британская Колумбия, компания открыла своё второе американское отделение — Taito Software Inc. Оно занялось видеоиграми для домашних систем, освободив от этой деятельности Taito America. Аналогично первому отделению, каталог игр включал в основном игры, разработанные главной компанией и иногда лицензированные у других компаний.
В 1995 году оба американских отделения были закрыты. Игры, разработанные Taito, остаются доступными в США и в настоящее время, но распространяются другими компаниями.
Помимо Space Invaders, компания оставила заметный след в истории видеоигр, разработав такие игры, как Qix, серию Bubble Bobble, мини-серию Don Doko Don, Jungle Hunt, Elevator Action, Puzznic, Operation Wolf и Puzzle Bobble. В большинстве своём они являлись оригинальными и необычными для своего времени играми.
В 1992 году Taito анонсировала WOWOW — собственную игровую консоль, использующую CD-ROM. Предполагалось, что на ней будут доступны точные домашние версии аркадных игр компании (аналогично Neo Geo), а также игры, загружаемые через спутниковую передачу (впоследствии это было реализовано в системе Satellaview). Для вещания подобных передач планировалось использовать мощности одноимённой японской телестанции. Эта система не была выпущена на рынок.
22 августа 2005 года было анонсировано, что компания Square Enix собирается приобрести 247 900 акций Taito на сумму 45,16 миллиарда японских иен (409,1 миллиона долларов США), чтобы сделать Taito Corporation своей дочерней компанией. Целью приобретения являлось значительное увеличение прибыли Taito и расширение присутствия Square Enix в новых для неё частях рынка видеоигр (в основном в области игр для аркадных автоматов). Предложение Square Enix было принято предыдущим держателем значительного количества акций, Kyocera, и 22 сентября 2005 года было объявлено об успешном приобретении 93,7 % акций Taito. С 28 сентября Taito стала дочерней компанией Square Enix, ставшей единственным её владельцем.
28 июля 2008 года Square Enix официально объявила о планах закрытия двух отделений Taito, Taito Art Corporation и Taito Tech Co., Ltd., по причине выполнения всех поставленных перед ними задач. Отделения были закрыты в октябре 2008 года.